# Smardzewice (gromada)
Smardzewice – dawna gromada, czyli najmniejsza jednostka podziału terytorialnego Polskiej Rzeczypospolitej Ludowej w latach 1954–1972.
Gromady, z gromadzkimi radami narodowymi (GRN) jako organami władzy najniższego stopnia na wsi, funkcjonowały od reformy reorganizującej administrację wiejską przeprowadzonej jesienią 1954 do momentu ich zniesienia z dniem 1 stycznia 1973, tym samym wypierając organizację gminną w latach 1954–1972.
Gromadę Smardzewice z siedzibą GRN w Smardzewicach utworzono – jako jedną z 8759 gromad na obszarze Polski – w powiecie opoczyńskim w woj. kieleckim, na mocy uchwały nr 13g/54 WRN w Kielcach z dnia 29 września 1954. W skład jednostki wszedł obszar dotychczasowej gromady Smardzewice ze zniesionej gminy Unewel oraz wieś Wesoła z dotychczasowej gromady Twarda ze zniesionej gminy Zajączków w tymże powiecie. Dla gromady ustalono 12 członków gromadzkiej rady narodowej.
31 grudnia 1961 do gromady Smardzewice przyłączono wsie Twarda, Tresta Rządowa, Wołkowa, Unewel, Celestynów i Olszowice; kolonię, leśniczówkę i tereny byłego folwarku Unewel; gajówkę Olszowice oraz stację kolejową Bratków ze zniesionej gromady Twarda.
Gromada przetrwała do końca 1972 roku, czyli do kolejnej reformy gminnej.